# ألكسندر هريستوف
ألكسندر هريستوف (بالبلغارية: Александър Христов)‏ هو لاعب كرة قدم بلغاري في مركز الدفاع، ولد في 1933 في صوفيا في بلغاريا، وتوفي بنفس المكان في 12 مارس 1992. شارك مع منتخب بلغاريا لكرة القدم. أما مع النوادي، فقد لعب مع ليفسكي صوفيا.

## وصلات خارجية
- ألكسندر هريستوف على موقع الاتحاد الدولي (مؤرشف)  (الإنجليزية)
- ألكسندر هريستوف على موقع أوليمبيديا (الإنجليزية)